# Ясень маньчжурский
Ясень маньчжурский (лат. Fráxinus mandshurica) — древесное растение; вид рода Ясень семейства маслиновых (Oleaceae).

## Ботаническое описание
Дерево высотой до 30 м (редко до 35 м)и диаметром ствола до 1 м, реже до 2 м. Крона высоко поднятая, ажурная. Сучья немногочисленные, толстые, крепкие, собраны в верхней трети ствола и отходят от него примерно под углом 45°, чем ясень легко отличается от других лиственных пород в зимнем состоянии.
Корневая система хорошо развитая, изменяющаяся в зависимости от почвенных условий. В первые годы у сеянцев разрастается стержневой корень с большим количеством тонких ответвлений. Главная масса корней расположена в верхнем гумусовом слое. Дерево ветроустойчиво. При глубокой посадке сеянцев и саженцев или при их окучивании в молодом возрасте легко даёт дополнительные корни, которые появляются обильно и растут быстро.
Кора серая или коричневатая трещиноватая, толщиной 3—5 см, с продольными рёбрами и тонкими трещинами. 
Побеги толстоватые, с тёмно-жёлтой или бурой корой.
Почки крупные длиною 7—12 мм, тёмно-коричневые, почти чёрные, голые. Листья непарноперистые, состоят из 7—15 листочков. Листочки 5—12 см длины, 3—9 см ширины, с клиновидным основанием и заострённым, вытянутым концом, мелкопильчатый по краю.
Ясень маньчжурский — дерево двудомное с раздельнополыми цветками, однако иногда встречаются обоеполые цветки с 2—4 тычинками.
Цветёт в мае до распускания листьев, плоды появляются в конце сентября. В лучшие по урожайности годы с одного дерева собирают до 10 кг плодов, средние же деревья толщиной 24—28 см дают от 2,5 до 4,5 кг плодов. Плодоносить начинает с 20—30-летнего возраста, а порослевые экземпляры еще раньше. В 1 кг содержится 16—17 тыс. плодов.
Плоды — узкие крылатки, с плоским семенем до 40 мм по длине и 10 мм по ширине, вначале зелёного цвета, потом коричневого.
Продолжительность вегетационного периода — от начала распускания почек до окончания листопада проходит 128—160 дней.

## Распространение
Распространён в Маньчжурии, Северном Китае, Японии (Хонсю, Хоккайдо), на Корейском полуострове. В России встречается в Приморском и Хабаровском краях, Амурской области, на Сахалине и Кунашире. 
Оптимальные условия порода находит в ильмово-ясеневых лесах, которые занимают широкие места долин в их средних и нижних частях. В первом ярусе преобладают вяз сродный (ulmus propinqua) и ясень маньчжурский в равном или с некоторым преобладанием того или другого, в меньшем количестве встречаются тополь Максимовича (populus maximowiczii), кедр, орех, бархат. Во втором ярусе растут клёны, сирень амурская (syringa amurensis), черёмуха, яблоня, пихта белокорая (abies nephrolepis). Подлесок средней густоты представлен крупными кустами жимолость Маака (lonicera maackii), клёна бородатого (acer barbinerve), лещины маньчжурской (corylus sieboldiana var. mandshurica), крушины (frangula), бузины (sambucus), смородины (ribes), калины (viburnum). Травянистый покров неравномерный, в местах под пологом леса редкий, на освещенных прогалинах густой. Фон создаёт адиантум стоповидный (adiantum pedatum), осока ржавопятнистая (carex siderosticta) и осока волосистая (сarex pilosa), чистотел, подлесник красноцветковый (sanicula rubriflora), василистник нитчатый (thalictrum filamentosum), лабазник (filipendula), лилии (lilium) и другие. После рубок появляются широколиственные леса из ильма, ясеня, ореха и других древесных пород. 

## Экология
Светолюбивая порода, уступающая в этом отношении лишь лиственнице даурской (larix dahurica), берёзе белой и берёзе чёрной (betula nigra). В раннем возрасте самосев и подрост могут выносить значительное затенение под пологом леса, но с возрастом требовательность их к свету увеличивается. В питомниках всходы ясеня в затенении не нуждаются; иногда отмечаются случаи солнечных ожогов сеянцев.
Требователен к богатству и влажности почвы. Предпочитает дренированные плодородные глубокие почвы в долинах рек; на мелких и оподзоленных растёт медленно. Лесообразующей породой является на сырых и мокрых местообитаниях, где формирует почти чистые насаждения. На заболоченных местах даёт древесину низкого качества. В лучших условиях роста запас ясеня на один гектар кедрово-ясеневых лесов может достигать 60—70 м³, в среднем он не превышает 30 м³. Хорошо отзывается на присутствие в почве кальция. В исключительно засушливом 1949 г. оказался более устойчивым, чем бархат амурский (phellodendron amurense) и орех маньчжурский (juglans mandshurica). В засушливый период 1950 г., когда у ореха маньчжурского и груши уссурийской (pyrus ussuriensis) наблюдалось до 30 % пожелтевших листьев и 20 % опавших, у тополя душистого (populus suaveolens) 30 % пожелтевших и 30 % опавших, у ясеня маньчжурского ни пожелтевших, ни опавших листьев не было. 
Скорость роста в высоту и диаметра ствола можно увидеть в таблице ниже:
| Возраст | Высота      | Высота  | Диаметр б к (см) | Диаметр б к (см) | Объем б/к (куб. м) | Объем б/к (куб. м) | Средний прирост (куб. м) | Средний прирост (куб. м) | % процент текущего прироста | % процент текущего прироста |
| Возраст | лучший рост | средний | лучший рост      | средний          | лучший рост        | средний            | лучший рост              | средний                  | лучший рост                 | средний                     |
| ------- | ----------- | ------- | ---------------- | ---------------- | ------------------ | ------------------ | ------------------------ | ------------------------ | --------------------------- | --------------------------- |
| 20      | 4,8         | 4,7     | 4,1              | 4,0              | 0,005              | 0,004              | 0,0002                   | —                        | —                           |                             |
| 30      | 8,8         | 7,6     | 7,4              | 7,3              | 0,025              | 0,020              | 0,0008                   | 0,0007                   | 18,4                        | 12,1                        |
| 40      | 12,4        | 10,5    | 11,4             | 10,6             | 0,060              | 0,055              | 0,0015                   | 0,0014                   | 10,0                        | 7,5                         |
| 50      | 15,5        | 13,0    | 15,2             | 13,8             | 0,130              | 0,100              | 0,0026                   | 0,0020                   | 7,4                         | 5,8                         |
| 60      | 18,0        | 15,0    | 19,8             | 1704             | 0,250              | 0,175              | 0,0040                   | 0,0029                   | 6,3                         | 5,5                         |
| 80      | 21,6        | 18,0    | 28,6             | 23,3             | 0,570              | 0,380              | 0,0071                   | 0,0047                   | 3,5                         | 3,2                         |
| 90      | 22,5        | 19,0    | 32,5             | 26,6             | 0,765              | 0,490              | 0,0085                   | 0,0054                   | 2,9                         | 3,0                         |
| 100     | 22,9        | 19,8    | 36,7             | 28,5             | 0,965              | 0,600              | 0,0096                   | 0,0060                   | 2,3                         | 1,9                         |
| 110     | 23,3        | 20,6    | 40,7             | 31,1             | 1,170              | 0,720              | 0,0106                   | 0,0064                   | 1,9                         | 1,8                         |
| 120     | 23,5        | 21,1    | 44,0             | 33,7             | 1,450              | 0,840              | 0,0120                   | 0,0070                   | 2,1                         | 1,5                         |

Теплолюбив; сеянцы и молодой подрост страдают от поздних весенних заморозков побивающих листья и концы побегов. В исключительно суровые зимы иногда подмерзают концы ветвей даже на взрослых деревьях. В наиболее влажных условиях произрастания изредка встречаются деревья с морозобойными трещинами.
Одни источники называли ясень маньчжурский быстрорастущей породой, другой умеренно растущей. В хороших условиях годичный прирост молодых деревьев в высоту достигает 0,8 м и более метров. В районе Минска в 8-летнем возрасте достиг 4 м высоты. В условиях лесостепной станции отстаёт в росте от европейского ясеня, достигая в 10-летнем возрасте 3,8 м в высоту с текущим приростом 50 см. В Башкирском ботаническом саду в 10-летнем возрасте достиг 2,6 м. Энергичный прирост наблюдается до 100—120-летнего возраста, после чего резко замедляется.   
Доживает до 280—300, иногда — до 350 лет. Выносит уплотнение почвы вблизи деревьев, задымлённость и запылённость воздуха.
Возобновляется семенами. Наилучшее семенное возобновление наблюдается в прогалинах среди кедрово-широколиственных лесов, на не задернёной плодородной, достаточно влажной и дренированной почве. На участках покрытых дёрном, а также покрытых густой древесно-кустарниковой растительностью естественное семенное возобновление протекает значительно хуже или вовсе отсутствует. В природных условиях семена проростают через 1—2 года после опадения на почву. Всхожесть семян сохраняется в течение 3—4 лет. Доброкачественность около 79 %.    
После срубки в первый (реже второй) год появляется поросль от пня. Порослевая способность особенно высока в молодом возрасте деревьев, затем снижается, а после 140—160 лет почти прекращается. 
Сравнить скорость роста порослевого и семенного происхождения по высоте и диаметру можно в таблице ниже:
| Возраст (лет) | Порослевое происхождение | Порослевое происхождение | Семенное происхождение | Семенное происхождение |
| Возраст (лет) | диаметр (см)             | высота (м)               | диаметр (см)           | высота (м)             |
| ------------- | ------------------------ | ------------------------ | ---------------------- | ---------------------- |
| 1             | 1,6                      | 1,0                      | —                      | —                      |
| 5             | 3,9                      | 3,2                      | 0,5                    | 0,4                    |
| 10            | 6,8                      | 6,2                      | 1,6                    | 1,9                    |
| 15            | 10,2                     | 9,8                      | 2,8                    | 4,3                    |
| 20            | —                        | —                        | 4,1                    | 7,1                    |

Ясень маньчжурский способен размножаться зимними черенками. В одном из опытных лесхозов в 1948 году было посажено 152 колышка длиною 22—25 см и длиною 0,6—1,5 см. Вырублены были из стволов 14—15-летнего ясеня и в тот же день были помещены в землю на глубину 8—12 см. В июне нижние срезы некоторых черенков начали обволакиваться каллусом, после чего были дважды политы. Через год 27 из них (17,7 %) укоренились и на 8 июля  1949 года имели средний прирост 23 см. Поросль черенков второго года росла значительно быстрее 2-летнего ясеня. При применение специальных стимуляторов и агротехники можно предполагать, что процент укореняемости черенков будет выше. 
Отлично приживается при пересадке, особенно смолоду. Дички до 2 м высоты, пересаженные из леса, приживаются на 90—95, а часто и на 100%. Корневых отпрысков нe даёт.

## Болезни и вредители
На ясене маньчжурском обнаружено 54 вида грибов. Большей частью это сапрофиты живущие на других лиственных породах. Наибольшие вред лесному хозяйству наносит мучнистая роса и трутовик щетинистоволосый (Inonotus hispidus), вызывающий внутреннюю гниль стволов и ветвей. Трутовик прикорневой вызывает светлую желтовато-белую смешанную гниль. Поражает корни первого порядка, выступающие из земли и самую нижнюю часть ствола. На стволах  отмерших деревьев встречается опёнок летний (kuehneromyces mutabilis). Настоящий трутовик (fomes fomentarius) нередко встречается на усохших вершинах и сухобочинах живых деревьев, но чаще на стволах сухостойных и валежных деревьях, а также на долго пролежавших лесоматериалах. Листья поражаются мучнистой росой ясеня. Распространение этой болезни может носить эпифитотический характер.
На ясене маньчжурском встречено 87 видов насекомых, но специфическими вредителями его являются лишь 16 видов: восточная ясеневая тля, дальневосточный ясеневый долгоносик, 10 видов ясеневых лубоедов из рода Hylesinus, ясеневый крифал, крифал Спесивцева, ясеневый зефир и бражник Штреккера.

## Значение и применение

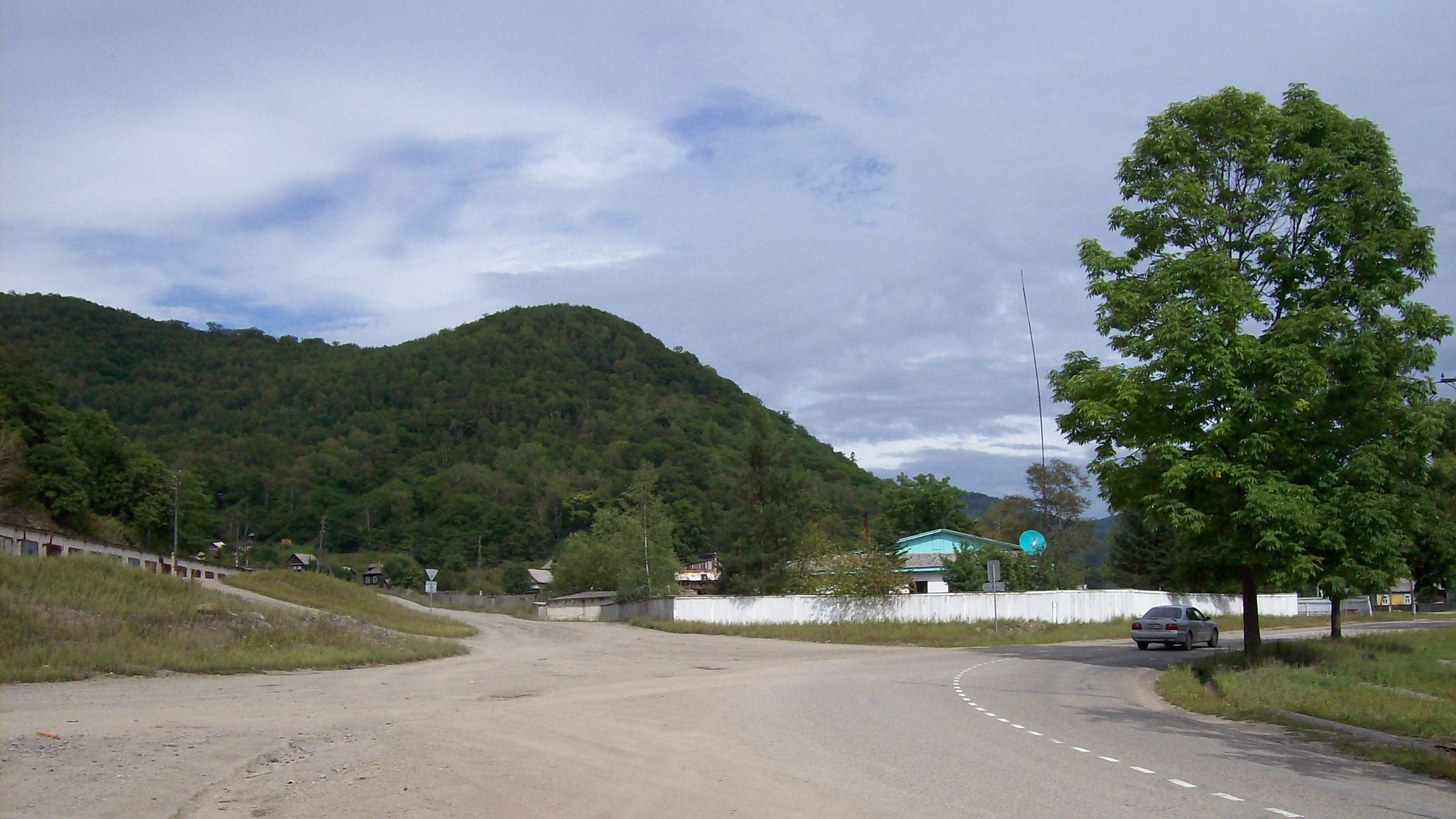
Ясени у дороги

Декоративное дерево. Можно использовать в парках, бульварах, аллеях, для обсадки улиц и дорог. Благодаря мощной корневой системе приобретает почвозащитное и берегоукрепительное значение. Исключительная ветроустойчивость позволяет использовать ясень для создания ветроломных полос.
Дрова и калорийны и жарки, мало дымят и коптят, сравнительно хорошо горят даже сырыми. Кора содержит танниды, пригодна для дубления кож и окрашивания их в чёрный и синий цвета. Содержащая горько-терпкое вещество фраксинин. Может использоваться в качестве суррогата коры хинного дерева. В семенах содержится до 20% тёмно-зелёного не высыхающего прозрачного, резко — пахнущего масла, которое может использоваться в мыловаренной и лакокрасочной промышленности и при производстве синтетического кaучука.

### Древесина
Кольцепоровая, с неширокой, 15—2 см, светло-желтоватой заболонью и розовато или окристо-бурым ядром, с отчётливо заметными годичными слоями и мелкими сердцевидными лучами, с красивой текстурой, твёрдая, упругая, тяжёлая. Хорошо обрабатывается и полируется, прямослойная — легко колется (косослойная и свилеватая — трудно), в пропаренном виде отлично гнётся. 
В таблице ниже приведены средние физико-механические свойства древесины в сравнению с древесиной ясеня обыкновенного (fraxinus excelsior) выросшего в разных местах: 
| Свойства                      | Ясень маньчжурский | Ясень обыкновенный | Ясень обыкновенный | Ясень обыкновенный |
| Свойства                      | Ясень маньчжурский | Латвия             | Чувашия            | Беларусь           |
| ----------------------------- | ------------------ | ------------------ | ------------------ | ------------------ |
| Число слоёв в 1 см            | 6,7                | 6,5                | 5                  | 5                  |
| Объёмный вес г/см³            | 0,66               | 0,68               | 0,67               | 0,68               |
| Коэффициент усушки, %:        |                    |                    |                    |                    |
| радиальной                    | 0,20               | 0,17               | —                  | 0,21               |
| тангенциальной                | 0,32               | 0,31               | —                  | 0,30               |
| Предел прочности кгс/см²:     |                    |                    |                    |                    |
| при сжатии вдоль волокон      | 450                | 448                | 509                | 506                |
| при статическом изгибе        | 980                | 957                | 1050               | 1092               |
| при растяжении вдоль волокон  | 1444               | 1390               | —                  | —                  |
| при скалывании вдоль волокон: |                    |                    |                    |                    |
| в радиальной плоскости        | 122                | 121                | —                  | 123                |
| в тангенциальной плоскости    | 114                | 121                | —                  | 115                |
| Твёрдость торцовая, кгс/см²   | 612                | —                  | 727                | 698                |

Используется в судостроении, машиностроении, обозном производстве, на внутреннюю отделку помещений, на мебель, паркет, ножевой и лущёный шпон, фанеру и пр. Древесина капов идёт на изготовление изящных столярно-резных и токарных изделии. Стволы ясеня отличаются незначительной фаутностью. Кривизна встречается относительно редко. Основные пороки — сухие и заросшие сучки, морозобоины, трещины, гнили и довольно частые в нижней части стволов трещины — отлупы. Около 10% спелых растущих стволов поражено гнилями, вызываемыми щетинистоволосистым трутовиком и фолиотой изменчивой.

### В культурах
Порода переносит климат Тулы, Москвы, Санкт-Петербурга (не вполне устойчив), Минска. Высеянный под Москвой весной 1939 г. из семян собранных в районе Хабаровская, за время своего роста не страдал от морозов и в семилетнем возрасте достиг 4,25 м высоты, превзойдя по высоте ясень обыкновенный, имевший высоту 3.75 м. Выносит климат среднего Урала и Западной Сибири. В более тёплых условиях Западной Европы рано зеленеет весной и поэтому страдает от поздних весенних заморозков.

### Кормовая ценность
Листья с конца июля и в августе хорошо поедаются скотом и дикими животными. Пятнистые олени хорошо поедают листочки, тонкие ветки и кору в течение круглого года. Подрост страдает от выпаса.
В таблице ниже показал химический состав листьев разного срока сбора:
| Что анализировалось         | Дата        | Воды (в %) | От абсолютного сухого вещества в % | От абсолютного сухого вещества в % | От абсолютного сухого вещества в % | От абсолютного сухого вещества в % | От абсолютного сухого вещества в % |
| Что анализировалось         | Дата        | Воды (в %) | золы                               | протеина                           | жира                               | клетчатки                          | БЭВ                                |
| --------------------------- | ----------- | ---------- | ---------------------------------- | ---------------------------------- | ---------------------------------- | ---------------------------------- | ---------------------------------- |
| Листья                      | 14 июня     | 12,81      | 9,0                                | 30,9                               | 2,1                                | 14,9                               | 43,1                               |
| Листья                      | 22 августа  | 12,70      | 10,0                               | 18,2                               | 3,0                                | 18,4                               | 50,4                               |
| Листья                      | 15 сентября | 12,9       | 9,6                                | 8,4                                | 2,4                                | 21,5                               | 58,1                               |
| Листья в среднем за 3 сбора | —           | 12,8       | 9,5                                | 19,1                               | 2,5                                | 18,3                               | 50,6                               |